# Incivilidad
Incivilidad es un término general para describir un comportamiento o discurso vulgar o antisocial, y falto de civilidad, de cultura o de buenas costumbres, como las groserías, la falta de respeto a los mayores, o los actos de vandalismo, entre otros. La palabra "incivilidad" se deriva de la palabra latina incivilĭtas, que significa "no de un ciudadano".
La distinción entre una simple actitud violenta o grosera y un acto de incivismo dependerá de la noción de civilidad de la sociedad; la incivilidad es algo más que mala educación, es lo antagónico a conceptos como virtud cívica o sociedad civil. La incivilidad es un fenómeno contemporáneo en las sociedades, especialmente en las occidentales, consecuencia de la desintegración del tejido moral de muchas comunidades.